# Petrîkî, Ripkî
Petrîkî (în ucraineană Петрики) este un sat în comuna Velîkîi Zliiv din raionul Ripkî, regiunea Cernihiv, Ucraina.

## Demografie
Componența lingvistică a localității Petrîkî
     Ucraineană (98,13%)
     Rusă (1,88%)
Conform recensământului din 2001, majoritatea populației localității Petrîkî era vorbitoare de ucraineană (98,13%), existând în minoritate și vorbitori de rusă (1,88%).